# Thành Thới, Vĩnh Long
Thành Thới là một xã thuộc tỉnh Vĩnh Long, Việt Nam.

## Địa lý
Xã Thành Thới có vị trí địa lý:
- Phía đông giáp xã An Định.
- Phía tây giáp xã Nhị Long, ranh giới là sông Cổ Chiên.
- Phía nam giáp xã Hương Mỹ; giáp phường Long Đức với ranh giới là sông Cổ Chiên.
- Phía bắc giáp xã Nhuận Phú Tân và Mỏ Cày; giáp xã Quới Thiện với ranh giới là sông Cổ Chiên.

Xã Thành Thới có diện tích 49,35 km², dân số năm 2025 là 35.102 người, mật độ dân số đạt 711 người/km².

## Lịch sử
Ngày 16 tháng 6 năm 2025, Ủy ban Thường vụ Quốc hội ban hành Nghị quyết số 1687/NQ-UBTVQH15 về việc sắp xếp các đơn vị hành chính cấp xã của tỉnh Vĩnh Long năm 2025. Theo đó, sắp xếp toàn bộ diện tích tự nhiên, quy mô dân số của các xã An Thới, Thành Thới A và Thành Thới B thành xã mới có tên gọi là xã Thành Thới.
Sau khi sáp nhập, xã Thành Thới có 49,35 km² diện tích tự nhiên và dân số 35.102 người.

## Kinh tế - xã hội
Đa phần người dân nơi đây kinh tế chủ yếu dựa vào nguồn thu nhập chính là dừa trái và chăn nuôi heo. Hiện chính quyền xã đang cùng nhân dân thực hiện chương trình xây dựng xã đạt chuẩn nông thôn mới. Đường xá đang dần được sửa chữa và nâng cấp, đời sống kinh tế xã hội người dân ngày càng được nâng cao